# Callispa induta
Callispa induta is een keversoort uit de familie bladkevers (Chrysomelidae). De wetenschappelijke naam van de soort werd in 1930 gepubliceerd door Uhmann.